# 나가사키현 제3구
나가사키현 제3구(長崎県 第3区)는 일본의 중의원 선거구이다. 1994년 공직선거법으로 신설되었다.

## 지역
- 사세보시 일부
- 오무라시
- 쓰시마시
- 이키시
- 고토시
- 히가시소노기군
- 기타마쓰우라군
  - 오지카정
- 미나미마쓰우라군